# Слідство ведуть ЗнаТоКі. З життя фруктів
«Слідство ведуть ЗнаТоКі. З життя фруктів» — радянський художній детективний фільм 1981 року. 16-й фільм із серії «Слідство ведуть ЗнаТоКі». У картині вперше згадується про існування мафії у сфері збуту харчових продуктів в СРСР. Приклад другого покоління «ЗнаТоКів», коли серії знімалися вже в кольорі й в форматі телевізійного фільму. Картина порушила гострі питання морального розкладання і чисто споживацького ставлення до соціалістичної власності.

## Сюжет
Майора Знаменського включають в групу комітету народного контролю, яка розслідує численні випадки зловживань на плодоовочевій базі, якою завідує Антоніна Михайлівна Чугуннікова. Представники групи виявляють, що пропажа кількох вантажівок овочів — рядове явище на базі. Знаменський, що займається пошуком безслідно зниклих трьох вагонів з помідорами, дуже швидко з'ясовує, що зіткнувся зі сформованим злочинним угрупованням, яке, користуючись об'єктивними труднощами обліку і недосконалістю системи контролю, займається систематичними розкраданнями в особливо великих розмірах. Довести розкрадання дуже важко, тому що воно маскується під природне зменшення, недовантаження при постачанні та псування при транспортуванні, а правила списання бракованих вантажів такі, що їх фізично неможливо виконати, не привертаючи як уявних «незалежних свідків» місцевих п'яниць, які за стакан горілки підпишуть все, що завгодно. Директор, при прямому потуранні якої відбуваються розкрадання, формально ні за що не відповідає: всі документи на вантажі підписують комірники.
Одночасно з цими подіями, Томін, за чистою випадковістю, бере участь в розборі побиття торговця на овочевому ринку: очевидно, що група перекупників, якою керує якийсь Шишкін на прізвисько «Синьйор Помідор», просто намагалася вигнати конкурента з ринку, але довести це неможливо — затриманий за бійку Шишкін видавати співучасників відмовляється і твердо стоїть на тому, що організував напад на торговця через те, що той його обрахував.
Щоб затримати розслідування і позбутися одночасно від обох заважаючих їм працівників міліції, члени угруповання організовують провокацію: в міліцію надходить лист, в якому Знаменського звинувачують в отриманні хабаря від комірника бази Малахова, а Томіна — в посередництві при дачі цього хабаря. Як доказ пред'являється фото, де Томін знятий нібито в момент зустрічі з Малаховим, а Знаменському переводять на рахунок в ощадній касі велику суму грошей. Починається службове розслідування, яке веде підполковник Саковін. Старий друг і однокашник ЗнаТоКів, він, тим не менш, веде розслідування цілком серйозно і ґрунтовно. Підозри підкріплюються тим, що саме Малахов, як з'ясовує перевірка, перевів на ощадкнижку Знаменського гроші, а Знаменський, своєю чергою, впевнено виключає комірника з-поміж підозрюваних, так що і надання хабаря, і «відпрацювання» його, здавалося б, очевидне.
Звинувачення на адресу Знаменського та Томіна вдається спростувати. Фотографія виявляється монтажем, а Малахов — не цілком здоровою людиною, що відрізняється підвищеною сугестивністю і схильністю до фантазування. Він дійсно поклав гроші на книжку Знаменського, але зробив це за намовою справжніх злочинців. Паралельно Томіну вдається затримати на гарячому ринкових перекупників, які забезпечували збут вкраденого на базі товару. Як з'ясовується, ринкові перекупники і розкрадачі на базі — одна компанія; через ринок і збуваються викрадені на базі продукти.
Робота групи народного контролю завершена, факти розкрадань підтверджені, їх механізм розкритий. Чугуннікова знає, що, наполягаючи на невинності працівників, вона, швидше за все, зможе виправдатися, але несподіваний удар вона отримує від власної дочки. У студентські роки Чугуннікова народила дочку від однокурсника, який вважався її нареченим, але відмовився одружитися, дізнавшись що наречена вагітна. Щоб не носити ганебне клеймо «матері-одиначки» самій і не травмувати дочку (дітей матерів-одиначок в ті часи часто третирували), Чугуннікова якимось чином змогла отримати документи, за якими стала законною вдовою генерала, який загинув на службі; дочці розповідали про уявного «батька», в родині відзначали «день народження тата», «день загибелі», в кімнаті стояло «татове крісло», на стіні висів його портрет, мати навіть спеціально возила дочку, щоб показати їй нібито їхню колишню дачу в елітному селищі. А тепер дочка, вже доросла дівчина, студентка, за чистою випадковістю дізналася, що все це — брехня. Відбувається бурхливе з'ясування відносин.
Наступного дня, на підсумковому засіданні комісії від Чугуннікової вимагають пояснень з приводу виявлених на її базі зловживань. Відкривши папку з документами, якими вона збиралася спростовувати висновки контролерів, Чугуннікова бачить зверху записку дочки: «Мама, якщо хочеш, щоб я залишилася з тобою — будь чесною». Вона відмовляється від виправдань і оголошує, що повністю покладається на рішення комісії. В результаті приймається рішення про відсторонення Чугуннікової від завідування базою і передачі всіх зібраних матеріалів до органів внутрішніх справ для порушення кримінальної справи стосовно розкрадачів.

## Ролі та виконавці

### Головні ролі
- Георгій Мартинюк —  Знаменський
- Леонід Каневський —  Томін
- Ельза Леждей —  Кібріт

### У ролях
- Геннадій Фролов —  підполковник Євген Львович Саковін
- Юрій Каюров —  Петро Никифорович, голова групи народного контролю
- Леонід Куравльов —  Іван Малахов, комірник
- Євгенія Уралова —  Антоніна Михайлівна Чугуннікова, директор овочевої бази
- Олександра Ровенських —  Олена Чугуннікова, дочка Антоніни Михайлівни, студентка
- Андрій Сорокін —  Саша, студент
- Євген Лазарев —  Володимир Тарасович Васькин, начальник цеху
- Володимир Коровін —  Панко, садівник-приватник
- Микола Скоробогатов —  директор ринку
- Юрій Лученко —  Шишкін, ринковий ділок
- Володимир Бурлаков —  Феоктистов, працівник автобази
- Олександр Михайлушкін —  Леонід Вікулов, бригадир вантажників на овочебазі
- Анатолій Щукін —  Демідич, працівник овочевої бази
- В'ячеслав Персиянов-Дубров —  вагар Лобов
- Борис Новиков —  Микола Старухін
- Ніна Бєлобородова —  дружина Старухіна  (2-а серія)
- Микола Пеньков —  старший лейтенант міліції
- Геннадій Кринкін —  Михайло Юрійович, начальник Чугуннікової .
- Тетяна Пивоварова —  член міського комітету народного контролю
- Борис Петелін —  Герой Соціалістичної праці, член міського комітету народного контролю
- Світлана Садківська —  сестра фотографа
- Валерій Абрамов —  міліціонер
- Євген Бикадоров —  вантажник
- Олександр Балуєв —  працівник овочевої бази (епізодична роль)
- Олексій Горячев —  хлопець «з годинником», який веде стеження за Томіним

## Знімальна група
- Режисер — Віктор Турбін
- Сценаристи — Олександр Лавров, Ольга Лаврова
- Оператор — Владислав Єфімов
- Композитор — Марк Мінков
- Художник — Віктор Лєсков